# アネホ
アネホ又はアネショ(Aného)は、トーゴ南部の沿岸州の都市。
2022年の人口は2万8238人。
ギニア湾に面する港町である。
街はギニア湾と潟であるトーゴ湖の間に広がる狭い平地の上に位置する。
首都ロメからは東に43km離れている。
海岸部の狭いトーゴにおいては、ロメに次ぐ貴重な海港となっている。
旧名はプティ・ポポと呼ばれ、15世紀から16世紀ごろにはポルトガル人の奴隷貿易の基地となっていた。
その後フランスがこの地域に進出し、1626年と1767年、1865年から1883年にはこの街に基地をおいたが、いずれも撤退した。
その後、1884年に西のトーゴ村（トーゴヴィル）にドイツのグスタフ・ナハティガルが基地をおくとその影響下に入り、1880年代にはアネホにドイツ領トーゴラントの首都がおかれたが、海岸侵食によって港湾の状況が悪化し、首都は1897年には西のロメへと移転した。
街の主産業は農業および漁業である。ロメまではかつて鉄道が走っていたが、1987年に廃止された。しかしガーナの首都アクラからロメ、アネホ、ベナンのポルトノボやコトヌーを通りナイジェリアの旧首都ラゴスへと抜ける、ギニア湾岸を各国の首都をつないで東西に走る幹線道路がこの街を走っている。アネホはこの地域のヴードゥーの中心地でもある。アネホにはドイツ植民地の首都時代に立てられたアネホプロテスタント教会（1895年建設）や、ローマ・カトリックのアネホ教区のアネホ聖ペトロ聖パウロ教会（1898年建設）といった古い教会群がある。これらの教会群はAgglomération Aného-Glidjiとして2000年12月12日に世界遺産の文化遺産暫定リストに登録された。